# Firuzabad (Verwaltungsbezirk)
Firuzabad (persisch شهرستان فیروزآباد) ist ein Schahrestan in der Provinz Fars im Iran. Er enthält die Stadt Firuzabad, welche die Hauptstadt des Verwaltungsbezirks ist. 

## Kreise
- Zentral (بخش مرکزی)
- Meymand (بخش میمند)

## Demografie
Bei der Volkszählung 2016 betrug die Einwohnerzahl des Schahrestan 121.417. Die Alphabetisierung lag bei 85 Prozent der Bevölkerung. Knapp 65 Prozent der Bevölkerung lebten in urbanen Regionen.
| Zensusjahr | Einwohnerzahl |
| ---------- | ------------- |
| 2011       | 119.721       |
| 2016       | 121.417       |